# 蒙古襲來繪詞
蒙古襲來繪詞（日语：／ Mōko Shūrai Ekotoba），是日本十三世纪捲軸畫，配有文字描述蒙日戰爭。畫工不明，但畫中主角是肥後國豪族菊池氏部下竹崎季長，因此亦稱竹崎季長繪詞。以前是皇家藏品。
這繪詞是他個人功绩的記錄。現有两版本，正本由宮内廳藏於東京都千代田区皇居東御苑内的三之丸尚藏館。臨摹本藏在九州國立博物館。

## 關連項目
- 八幡愚童訓

## 外部連結
- 蒙古襲来絵詞（九州大学）